# Barbro Hiort af Ornäs
Barbro Hiort af Ornäs (Göteborg, 1921. augusztus 28. – Stockholm, 2015. november 27.) svéd színésznő.

## Élete és pályafutása
Ismertséget főleg Ingmar Bergman filmjeiben szerzett magának. 1958-ban Az élet küszöbén című drámában nyújtott alakításának köszönhetően elnyerte a cannes-i fesztivál legjobb női alakítás díját megosztva filmbeli partnereivel, Eva Dahlbeckkel, Ingrid Thulinnal és Bibi Anderssonnal.

## Fontosabb filmjei
- 1973 - Jelenetek egy házasságból (Scener ur ett äktenskap) - Jacobiné
- 1971 - Érintés (Beröringen) - Karin édesanyja
- 1968 - Szégyen (Skammen) - nő a csónakban
- 1964 - Valamennyi asszony (För att inte tala om alla dessa kvinnor) - Beatrica
- 1958 - Az élet küszöbén (Nära livet) - Brita nővér
- 1950 - Amíg a város alszik (Medan staden sovar) - Rutan

## Fordítás
- Ez a szócikk részben vagy egészben  a   Barbro_Hiort_af_Ornäs című angol Wikipédia-szócikk fordításán alapul.  Az eredeti cikk szerkesztőit annak laptörténete sorolja fel. Ez a jelzés csupán a megfogalmazás eredetét és a szerzői jogokat jelzi, nem szolgál a cikkben szereplő információk forrásmegjelöléseként.